# Расуриле (Калараш)
Расуриле (рум. Răsurile) насеље је у Румунији у округу Калараш у општини Иљана. Oпштина се налази на надморској висини од 62 m.

## Становништво
Према подацима из 2002. године у насељу је живело 41 становника, од којих су сви румунске националности.